# Угрин, Душан (1967)
Ду́шан У́грин-младший (чеш. Dušan Uhrin; род. 11 октября 1967, Прага) — чешский футбольный тренер, в прошлом — чехословацкий футболист, сын Душана Угрина.

## Карьера тренера
Наиболее значимых достижений Душан достиг в качестве главного тренера клуба «Млада-Болеслав», с которым он выиграл серебро сезона 2005/06 и бронзу сезона 2006/07. Одним из основных достижений была победа над марсельским «Олимпиком» в первом раунде Кубка УЕФА 2006/07 и выход в групповой этап. В нём клуб заработал 3 очка за ничьи с «Рапидом», «Хапоэлем» и ПСЖ, но этого не хватило, чтобы выйти из группы.
В последующие годы Угрин приобретал опыт в зарубежных чемпионатах. Он был главным тренером румынских «Тимишоары» и ЧФР, кипрского АЕЛ и грузинского «Динамо», с которым выиграл чемпионат 2013, тем самым повторив достижение отца в 2008 году. В 2009—2010 годах возвращался в Чехию, где снова возглавлял «Младу-Болеслав».
В декабре 2013 года согласился на досрочное расторжение контракта с «Динамо», так как получил приглашение возглавить «Викторию» (Пльзень). 17 декабря 2013 года он подписал контракт с клубом на 2,5 года. Под его началом «Виктория» завоевала серебряные медали Чемпионата Чехии и стала финалистом Кубка Чехии.
11 августа 2014 года Угрин был отправлен в отставку руководством клуба в связи с провальным выступлением в Лиге Европы УЕФА.
19 декабря 2014 года возглавил «Динамо» (Минск), 30 апреля 2015 года был отправлен в отставку.
В июне 2015 года был назначен главным тренером пражской «Славии».

## Достижения
Млада-Болеслав
- Второе место чемпионата Чехии — 2005/06
- Третье место чемпионата Чехии — 2006/07

Динамо (Тбилиси)
- Чемпион Грузии — 2012/13
- Обладатель Кубка Грузии — 2012/13

Виктория (Пльзень)
- Второе место чемпионата Чехии — 2013/14
- Финалист Кубка Чехии — 2013/14